# Al Buteen
Al Buteen (in arabo البطين‎?) è un comunità di Dubai e si trova nel Settore 1 nel settore nord-orientale di Dubai.

## Territorio
Il territorio occupa un'area di 0,07 km² (7 ettari) nel nord-est di Dubai.
Al Buteen si trova nel settore orientale di Dubai, a Deira ed è delimitata ad ovest da Al Ras, ad est da Al Sabkha e verso nord da Al Dhagaya.
Al Buteen si trova tra la Old Baladiya Street (110th Road) e 21st Street. Grazie alla sua posizione centrale di Deira, gli spazi commerciali in Al Buteen sono ambiti.
La maggior parte di Al Buteen è occupata dal Gold Souq.
La zona è servita dai trasporti tra cui autobus e abra. L'abra collega Gold Souq e Al Fahidi su Dubai Creek mentre bus 5 su Baniyas Street e collega Gold Souq con Abu Hail, bus C09 collega Al Satwa e bus C28 collega Al Baraha.